# Victor Griffuelhes

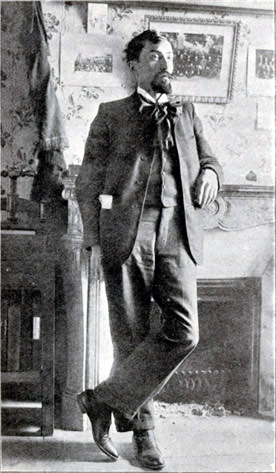
Victor Griffuelhes (1906)

Victor Griffuelhes (* 14. März 1874 in Nérac; † 30. Juni 1922 in Saclas) war ein französischer Gewerkschafter und Syndikalist. Von 1901 bis 1909 war er Generalsekretär des französischen Gewerkschaftsbundes CGT.

## Leben
Griffuelhes begann nach dem Ende seiner Schulzeit mit 14 Jahren bei seinem Vater als Schuhmacher zu arbeiten. 1891 verließ er seine Heimat und arbeitete in seinem Beruf in Bordeaux, Nantes, Blois, Tours und ab 1893 in Paris.
Seit 1900 Sekretär der CGT-Föderation der Leder- und Gerberarbeiter wurde er am 26. November 1901 zum Generalsekretär der CGT gewählt. Während er sich zunächst politisch auf die Seite der blanquistischen Sozialisten stellte, gelangte Griffuelhes allmählich zu der Überzeugung von der Nichtigkeit des Parlamentarismus und der daraus abgeleiteten geringen Rolle der Arbeiterparteien.
1906 entwarf zusammen mit Émile Pouget die Charta von Amiens.
1908 wurde er nach einem Streik zusammen mit 30 anderen Gewerkschaftern verhaftet, wodurch er nicht am CGT-Kongress im Oktober 1908 teilnehmen konnte. Griffuelhes entschied sich u. a. deshalb aber auch wegen interner Querelen im Februar 1909 für seinen Rücktritt. Zu diesem Zeitpunkt verfügte die CGT über mehr als 300.000 Mitglieder und war zu einer bedeutenden Kraft innerhalb der französischen Arbeiterbewegung geworden.
Nach seinem Rücktritt arbeitete er an der syndikalistischen Zeitschrift La Vie Ouvrière von Pierre Monatte mit. Nach dem Ersten Weltkrieg unterstützte er kurzzeitig die Kommunistische Partei Frankreichs, wandte sich jedoch alsbald wieder syndikalistischen Organisationen zu.

## Schriften
- L’ Action syndicaliste (1908)
- Les cartèteres du syntiicalisme franfais (1908)
- Le Syndicalisme révolutionnaire (1909)
- Voyage révolutionnaire (1911)